# Новослобідська волость
Новослобідська волость — адміністративно-територіальна одиниця Путивльського повіту Курської губернії.
Станом на 1886 рік — складалася з 7 поселень, 8 сільських громад. Населення — 6372 особи (3265 осіб чоловічої статі та 3107 — жіночої), 924 дворових господарства.
|                     | Площа, десятин | У тому числі орної, дес. |
| ------------------- | -------------- | ------------------------ |
| Сільських громад    | 7363           | 4622                     |
| Приватної власності | 1781           | 524                      |
| Іншої власності     | 1043           | 253                      |
| Загалом             | 10187          | 5399                     |

Найбільші поселення волості:
- Нова Слобода — колишнє державне село за 21 версту від повітового міста, 2374 особи, 364 двори, православна церква, школа, 2 лавки, 2 постоялих двори, 40 вітряних млинів. За 4 версти — монастир, 4 православні церкви.
- Каліщі — колишнє державне село, 723 особи, 88 дворів.
- Линове — колишнє державне село, 2133 особи, 246 дворів, православна церква, кахельний завод, 15 вітряних млинів.